# Scogliera di cristallo
La scogliera di cristallo, o scogliera di vetro (dall'inglese glass cliff), è il fenomeno per cui, in periodi di grave crisi, è più probabile che venga scelta una donna in un ruolo dirigenziale.

## Creazione del termine
Il termine è stato coniato da Michelle K. Ryan e Alexander Haslam professori di psicologia del lavoro e delle organizzazioni  all'Università di Exeter, nel Regno Unito. Nel loro studio del 2004 "The Glass Cliff", Ryan e Haslam hanno esaminato le prestazioni delle aziende FTSE 100 prima e dopo la nomina di nuovi membri del consiglio di amministrazione, e hanno notato che le aziende che avevano nominato donne nei loro organi amministrativi erano quelle che avevano sperimentato un periodo di cattive prestazioni costanti nei cinque mesi precedenti.
Lo studio statistico è stato poi convalidato da un esperimento psicologico condotto nel 2008 su dirigenti d'azienda, laureati in management e studenti delle superiori: i partecipanti hanno preso visione di tre curriculum vitae per un posto di amministratore: un CV era particolarmente scadente, mentre gli altri due erano equivalenti, ma uno era di un uomo e l'altro di una donna. I partecipanti venivano quindi informati della situazione più o meno critica in cui versava l'immaginaria azienda che avrebbero dovuto salvare. Più l'azienda veniva descritta come in crisi, più i partecipanti sceglievano il CV femminile.

## Definizione del concetto
Questi studi hanno portato all'individuazione del fenomeno detto "scogliera di cristallo": la nozione è costruita sulla metafora del "soffitto di cristallo", che indica il fenomeno per cui le posizioni organizzative dirigenziali sono visibili ma irraggiungibili per le donne, perché ci sono alcune difficoltà a raggiungerle che invece sono invisibili (sistemiche). 
Il concetto di "scogliera di cristallo" invece indica quella situazione in cui nei momenti di grave crisi, quando ogni scelta comporta elevati rischi di fallimento e impopolarità, si rischia di identificare una persona "da bruciare" in caso di fallimento (in inglese fall guy). Ed è più difficile trovare uomini disponibili ad accollarsi questo compito, che viene più facilmente assegnato a una donna. 
Secondo alcuni, le aziende riconoscono alle donne la capacità di una comunicazione empatica, che comunica ai membri dell'azienda il messaggio che "sono tutti sulla stessa barca". Terminato il periodo di crisi, gli errori commessi dalle dirigenti donne giustificano il loro licenziamento e sostituzione con colleghi uomini, percepiti come più competenti. 
Secondo uno studio, una donna amministratrice delegata ha il 45% di probabilità in più di essere licenziata rispetto a un uomo e questa percentuale è ancora più alta quando l'azienda va bene: l'ipotesi è che quando l'azienda va bene si faccia più fatica a capire di chi sia il merito, e i dirigenti lo attribuiscono di preferenza agli uomini.
Da quando è nato il termine, il suo uso si è esteso oltre il mondo aziendale per comprendere anche la politica e altri ambiti.

## Nella storia recente
- Margaret Thatcher prima donna a ricoprire la carica di Primo ministro del Regno Unito dal 4 maggio 1979 al 28 novembre 1990, dopo soli 4 anni di politica attiva, in un momento di grave crisi e declino della Gran Bretagna[9]
- Christine Lagarde, nel 2011 prima donna a guidare il Fondo Monetario Internazionale, nel momento di crisi peggiore dalla sua fondazione nel 1945 dopo la crisi dei subprime e lo scandalo Strauss-Kahn[10][11]. In un'intervista recente, Lagarde ha sostenuto di incoraggiare sempre le dirigenti donne ad accettare responsabilità in momenti di crisi, in quanto si tratta di un rischio calcolato[12].
- Marissa Mayer, dal 16 luglio 2012 a giugno 2017 è stata amministratrice delegata di Yahoo!, dopo che l'azienda si era vista superare da Google per più di anno e che aveva subito diversi cambiamenti a livello top management[13][14].
- Mary Barra prima amministratrice delegata della General Motors sin dalla sua fondazione, venne nominata nel 2014 quando filtrarono informazioni sulla crisi dell'azienda che metteva gli azionisti a rischio[2].
- Virginia Raggi, dal 2016 prima sindaca di Roma dal 1870, eletta dopo le indagini su Mafia Capitale, le dimissioni del sindaco precedente Ignazio Marino e il Commissariamento della città con Francesco Paolo Tronca.[15]
- Debra Perelman figlia del presidente Ronald Perelman diventa nel 2018 la prima donna amministratrice delegata della Revlon dalla sua fondazione nel 1932: l'azienda in quel momento era in crisi a causa dell'e-commerce e si stimava che la perdita trimestrale della società fosse compresa approssimativamente tra i 60 milioni e gli 80 milioni di dollari[16][17]
- Theresa May nel 2016 assume il ruolo di Primo ministro del Regno Unito come seconda donna dopo Margaret Thatcher (quindi dal 1990), poco dopo il referendum sulla cosiddetta "Brexit" in seguito alle dimissioni di David Cameron e al rifiuto di Nigel Farage e Boris Johnson, che pure avevano promosso la Brexit, di guidare la coalizione di governo[2][18][19].
- Pamela Rendi-Wagner dal novembre 2018 presidente del Partito Socialdemocratico d'Austria, prima donna a ricoprire tale ruolo dalla fondazione nel 1888, dopo diversi mesi di crisi interna del partito[20]
- Il Consiglio della Chiesa evangelica in Germania nel 2021 elegge tre donne alla sua guida per la prima volta dalla sua istituzione nel 1948, subito dopo lo scoppio degli scandali sessuali[21][22].
- Najla Bouden Romdhane, prima donna a ricoprire la carica di Primo ministro in Tunisia e in tutto il mondo arabo, riceve l'incarico nel settembre 2021 dopo mesi di stallo istituzionale senza precedenti e mesi di proteste per la gestione della pandemia Covid-19. Il presidente della Tunisia viene accusato di "maquillage istituzionale " e di approfittare della nomina di una donna per ridurre notevolmente i poteri associati alla figura del Primo ministro, accentrandoli su di sé[23].
- Magdalena Andersson, prima donna a occupare la carica di Primo ministro in Svezia, riceve l'incarico il 24 novembre 2021[24]. Tuttavia il Partito di Centro ritira il suo appoggio nel giro di poche ore, sicché Andersson rassegna le dimissioni il giorno stesso[25].